# Paco de Lucía
Paco de Lucía, artiestennaam van Francisco Sánchez Gómez (Algeciras, 21 december 1947 – Playa del Carmen, Mexico, 25 februari 2014), was een Spaans gitarist en componist van flamencomuziek.

## Algemeen
Paco de Lucía werd beschouwd als een technisch zeer begaafd flamencogitarist (tocaor of tocador). De door hem, aanvankelijk in samenwerking met flamencozanger (cantaor) Camarón de la Isla, ontwikkelde flamencostijl wordt ook wel Flamenco Nuevo genoemd. Daarnaast was hij een van de weinige flamencogitaristen die zich succesvol waagden aan andere muzikale stijlen, zoals klassieke muziek (bijvoorbeeld Concierto de Aranjuez van Joaquín Rodrigo), jazzmuziek en fusion.
Paco de Lucía werd vele keren gelauwerd met belangrijke prijzen, waaronder El Premio Nacional de Guitarra de Arte Flamenco (1968), La Medalla de Oro al Mérito de las Bellas Artes (1992) en El Premio de Honor de la Academia de las Artes y las Ciencias de la Música (2002). In 2004 werd hij onderscheiden met El Premio Príncipe de Asturias de las Artes en met een Latin Grammy Award in de categorie Beste Flamenco-album. Hij ontving eredoctoraten van de Spaanse Universiteit van Cádiz (maart 2007) en van het Berklee College of Music in Boston, V.S. (mei 2010).

## Biografie
| Paco en Pepe |
| --- |
| Paco is een in Spanje erg veel voorkomende koosnaam voor jongens (en mannen) die de populaire naam Francisco dragen. De naam José wordt in het Spaans vaak liefkozend veranderd in Pepe. In de Spaanse barrios (volkswijken) lopen vele jongetjes met de naam ‘Paco’ en ‘Pepe’ rond. Om hen uit elkaar te houden, plakt men er de naam van het kind zijn moeder aan vast: Paco, (el) de Lucía, Pepe, (el) de Lucía: Paco (hij) van Lucía, Pepe (hij) van Lucía. Andere veel voorkomende voorbeelden zijn het gebruik van niño (kind, jongetje, jochie) of niña (kind, meisje). Voorbeelden: La Niña de Pastora (kind van Pastora) en Manuel Serrapi; El Niño de Ricardo: jochie van Ricardo (in dit geval vaders achternaam, en dus ook de zijne). |

Francisco Sánchez Gómez (Paco de Lucía) werd op 21 december 1947 geboren in Algeciras in de Spaanse provincie Cádiz als jongste van vijf kinderen. Zijn vader was de flamencogitarist Antonio Pecino Sánchez (Algeciras 1908 - Madrid 1994) met artiestennaam Antonio de Algeciras. Zijn moeder was Luzía Gómez, een Portugese immigrante die begin jaren 30 naar Algeciras kwam. Ook twee van zijn broers zijn bekende flamencocoryfeeën: broer José (Algeciras 1945) is de cantaor (flamencozanger) Pepe de Lucía, zijn tien jaar oudere broer Ramón (Algeciras 1938 - Madrid 2009) was de flamencogitarist Ramón de Algeciras.
De familie Sánchez woonde in Algeciras in de barrio mestizo de La Bajadilla, waar arme Spanjaarden en gitanos (zigeuners) naast elkaar woonden en samen de strijd om te overleven voerden.
Rond zijn 5e jaar begon de kleine Francisco met gitaarspelen. Zijn vader gaf zijn meer dan tien jaar oudere broer Ramón flamenco- gitaarles. De kleine Paco zat erbij, begreep niet dat zijn grote broer het allemaal zo moeilijk vond. Bang dat zijn Ramón boos op hem zou zijn, speelde Paco na de les heimelijk op de gitaar van zijn broer na, wat zijn vader eerder aan zijn broer voorspeelde. Zijn vader en zijn broer waren beide bewonderaars van El Niño de Ricardo (Antonio Serrapi). De Ricardo was dus aanvankelijk ook het voorbeeld van Paco. Hij bestudeerde dan ook tot zijn twaalfde jaar elke falseta (gitaarsolo) van Ricardo. Ook Sabicas, met wie hij in 1989 in New York een concert gaf, had een zeer belangrijke invloed.

### Eerste optredens
In 1958, elf jaar oud, maakte Paco zijn eerste officiële publieke optreden voor Radio Algeciras. Een jaar later begeleidde hij zijn zingende broer Pepe (als: Los Chiquitos de Algeciras) en ontving hij El Premío Especial del Jurado (de speciale jury prijs) in de Concurso Certamen Flamenco de Jerez (Flamencocompetitie van Jerez).
Veertien jaar oud (1961), bleek Paco nog te jong om mee te dingen naar de algemene prijs van La Catedra de Flamencologia in Jerez. Zijn optreden bleek dermate overrompelend dat hij een speciale prijs ontving: El Premio Internacional de Acompanamiento.
In 1961 werd hij door de bailaor (danser) José Greco meegevraagd op tournee door Amerika. Hier ontmoette hij een persoonlijke held, een van de grote flamencogitaristen tot dan: Sabicas. Deze was dermate onder de indruk van het jeugdige talent dat hij hem aanmoedigde veel aandacht te schenken aan het ontwikkelen van een eigen stijl.

### Eerste plaatopnamen
Na zijn ontmoeting met de Madrileense gitarist Ricardo Modrego (1964) werden gezamenlijk drie elpees opgenomen: Dos guitarras flamencas, Dos guitarras flamencas en stereo en Doce canciones de Federico García Lorca para guitarra.
Hierna begon De Lucía met oudere broer Ramón onder de naam ‘Los Chiquitos de Algeciras’  te toeren, zangers en dansers begeleidend zoals hij altijd had gedaan. Er zijn plaatopnamen en billboards bekend waaruit blijkt dat De Lucía zich in die tijd tijdens solo-optredens Paco de Algeciras noemde.
Vrij snel hierna nam hij zijn definitieve artiestennaam aan: Paco de Lucía, als eerbetoon aan zijn Moeder Luzía Gomez. In dezelfde periode deed zijn broer Pepe hetzelfde.
In zijn aanvangsperiode trad hij met veel cantaores op, zoals (El) Pericón de Cádiz (vooral in de omgeving van deze laatste zijn geboorteplaats) en Antonio Mairena (in La Unión, 1974). Zijn vader, inmiddels producer, liet hem een uitgebreide stoet van cantaores begeleiden tijdens plaatopnamen, van Fosforito tot El Sevillano, El Lebrijano en vele anderen. Zo ontmoette hij ook Camarón.

### Camarón de la Isla

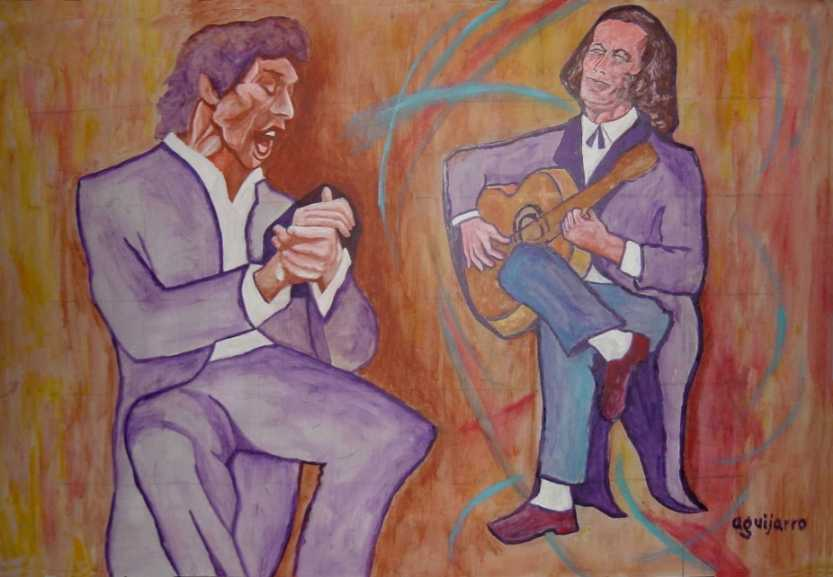
Paco de Lucía y Camarón de la Isla

Na 1968 ontstond er een uiterst vruchtbare samenwerking met de gitano (zigeuner) cantaor Camarón de la Isla. Deze samenwerking werd door vader Antonio Sánchez geïnstigeerd en stond aanvankelijk onder zijn supervisie. Hun latere werk, een mix van populair hedendaagse en traditionele stijlen, bleek het begin van Paco's controversiële en succesvolle carrière. Bekend met alle technische facetten van het vak, begon De Lucía akkoorden, akkoordsequenties en muzikale toonladders te gebruiken die gewoonlijk werden geassocieerd met jazz. "Het gevoel van flamenco en dat van jazz lijkt erg op elkaar," legde hij ooit uit. "Het verschil is dat flamenco uiteindelijk veel meer anarchistisch is." Paco en Camarón namen samen tien elpees op, die door aficionados (flamencotoegewijden) algemeen worden gezien als meesterwerken. Vooral de laatste opnamen bleken bol te staan van vernieuwing. Na 1977 nam de intensiteit van hun samenwerking af, mede door het druggebruik van Camarón. Bovendien keek De Lucía verder dan het Spaanse land.

### Definitieve internationale doorbraak
In 1976 nam De Lucia een rumba, 'Entre Dos Aguas', op. Dit was nooit eerder in de historie van de flamenco gedaan. De single verkocht onmiddellijk, stond in de Top 20, waarmee zijn status als internationale superstar werd gevestigd. Flamencopuristen waren woedend, beschouwden de single als een bastaard in hun muziek. De Lucía verdedigde zijn concept met de verklaring dat hij altijd trouw zou blijven aan de traditionele vormen van de flamenco, maar dat er plaats moest zijn voor ontwikkeling. “Ik groeide op in een flamenco-omgeving, het enige wat ik voel is flamenco, en daarmee wil ik zorgeloos kunnen spelen.”

### Einde van de jaren zeventig & de jaren tachtig
In 1977 nam hij met de Amerikaanse fusiongitarist Al Di Meola één nummer op, Mediterranean Sundance, een rumba, voor het album Elegant Gypsy. Weer een verkenning van de grenzen van zijn flamenco. Ook wéér bleken de flamencotraditionalisten diep geschokt over het nummer. Di Meola nam het voor zijn kompaan op door te stellen dat hij het flamenco-idioom niet verliet, maar zo de muzikale grenzen van het genre aan het uitbreiden was. Voor een emotionele muzikant als De Lucía, die alles op zijn gehoor en zijn gevoel speelt (hij las geen muzieknotatie), die experimentele invloeden als van Jimi Hendrix heeft onderzocht, moet het nagenoeg onmogelijk zijn om zich te ontwikkelen en toch trouw aan het verleden te blijven. De Lucía zegt hierover dan ook dat hij niet alles kan doen met flamenco wat hij zou willen, want dan zou zijn flamenco zijn identiteit verliezen. Wat de traditionalisten ook zeggen, De Lucía smeedde een verfrissende nieuwe stijl, de Flamenco Nuevo, die uiterst welkom bij zijn publiek bleek. In de loop der jaren werd het thema van Mediterranean Sundance toch steeds meer terug gebogen naar een minder jazzy flamenco.
Van 1977 tot 1981 won Paco de “Guitar Player Readers' Poll Award for Best Flamenco Guitarist”- vier jaar op rij!

### The Guitar Trio
In 1979 vormden De Lucía, John McLaughlin en Larry Coryell The Guitar Trio (Het Gitaartrio). Ze maakten gezamenlijk een korte tournee door Europa, waarvan de video Meeting of Spirits uitkwam. Nadat Coryell in 1981 was vervangen door Al Di Meola, nam het trio drie albums in deze bezetting op: Friday Night in San Francisco (1981), Passion, grace and fire (1983) en The guitar trio (1996). Van zijn eigen band, het Paco de Lucía Sextet (samen met onder meer zijn broers Ramón en Pepe) zag het eerste van drie albums in datzelfde jaar (1981) het daglicht.

### Jaren negentig tot 2014
Sinds het laatste decennium van de vorige eeuw werd zijn muziek in steeds wijdere kring geaccepteerd. Steeds meer flamencogitaristen worden door de spelstijl van Paco de Lucía beïnvloed. Hij nam sinds 1990 zo’n 27 albums op, zowel soloalbums als albums ten dienste van derden.
Sinds het begin van zijn carrière werd De Lucía vele malen gelauwerd met belangrijke prijzen. De laatste jaren waren dat El Premio Nacional de Guitarra de Arte FlamencoI (Nationale Gitaaronderscheiding voor de Flamencokunst), de Medalla de Oro al Mérito de las Bellas Artes (1992; de Gouden Medaille van Verdiensten voor de Schone Kunsten) en la Distinción Honorífica de los Premios de la Musica (2002 de Hoogste Prijs voor Buitengewone Verdiensten **) in de Muziek). In 2004 werd hij onderscheiden met El Premio Príncipe de Asturias de las Artes (de Grote Prijs van Asturías voor de Kunsten). In 2014 wint hij een Latin Grammy voor het album Canción andaluza.

### Overlijden
Paco de Lucia raakte tijdens zijn vakantie en in het bijzijn van zijn familie, onwel op een strand nabij Tulum, Mexico. Hij overleed onderweg naar het ziekenhuis.

## Invloeden op en karakteristiek van de muziek van Paco De Lucía
Tussen zijn vijfde en twaalfde jaar kreeg Paco ‘les’ van zijn vader en zijn oudere broer Ramón. Deze herinnert zich: “Ik was zijn leraar, maar ik was bij lange na niet de enige invloed die hij onderging: Paco had van meet af aan een bijna niet te geloven groots talent…”
Paco’s grootste beïnvloeding was primair afkomstig van twee scholen: de eerste was die van Niño Ricardo. Ricardo was een van de meest karakteristieke flamencogitaristen in zijn tijd en feitelijk een directe voorganger van Paco de Lucía. De jonge Paco heeft tot aan zijn twaalfde jaar alle muziek, falsetas en compáses door Ricardo opgenomen, grondig bestudeerd.
De andere school was die van Sabicas. Sabicas had een enorme invloed op de ontwikkeling en perfectionering van de flamencogitaar als concertinstrument, waar de gitaar voordien hoofdzakelijk werd gezien als begeleidingsinstrument van de cantaor (flamencozanger). Sabicas' bijdrage aan de flamenco is tweeledig. Als eerste is daar zijn aandeel in de ontwikkeling van de flamencogitaartechniek: hij was uitvinder van de alzapúa, een duimtechniek over één snaar en de rasgueo de tres dedos, de drievingerige rasgueado. Daarnaast was hij flamencocomponist, met een oeuvre dat zich niet alleen karakteriseerde in zijn falsetas – lyrische frasen die door de gitarist worden gespeeld wanneer de cantaor rust heeft, maar ook voor het creëren van een melodische structuur en een harmonische ritmiek die zich doorzet tot aan het einde van het stuk.
De Lucía kwam in 1998 met zijn projectalbum Luzia (Blue Thumb label, PolyGram). Het album onderzocht de mogelijkheden van de gitarist om met de grenzen van de traditionele aspecten van flamenco, jazz en klassieke muziek te spelen. “De flamencogitarist is veel tijd kwijt met het aanleren van expressie in zijn rechterhand, tegengesteld aan de klassieke gitarist, die vooral aandacht in het geluid van zijn linkerhand steekt. Flamencomuziek is harmonisch tamelijk primitief, waardoor de spelers alle energie in de rechterhand steken: ritmisch spelen met een strak, intens en emotioneel gevoel. Hierdoor is de rechterhand van een flamencogitarist sneller en heeft hij meer klasse (esprit*) dan elk andere type gitaarspeler,” aldus De Lucía. Het ‘vuurwerk’ dat veel gitaarhelden van elk genre nogal eens opschepperig laten zien ontstelde de Lucía: “Techniek is iets wat je niet mag zien. Ik vind het vreselijk te zien wanneer iemand iets erg moeilijks doet, terwijl de moeilijkheid er meer dan zichtbaar van afdruipt. Dat mag gewoon niet! Techniek is iets waaraan je keihard moet werken en eigen maken en daarna snel moet vergeten.”
De Lucía werd beschouwd als een meester van de rasgueados en melodische picados en was in staat deze met onwaarschijnlijke snelheid op de flamencogitaar te spelen.
Paco bespeelde sinds de jaren zeventig speciaal voor hem gebouwde Esteso Conde Hermanos-gitaren, meestal van het "negra"-type (zie ook de Conde-Hermanos pagina).
In de flamenco nuevo, maar tegenwoordig ook in de meer traditionele flamenco, wordt de cajón veel gebruikt. Deze houten percussiekist werd door De Lucía ge(her)introduceerd uit (Latijns-)Amerika, waar Spanjaarden het ooit als (goedkoop) slaginstrument zelf introduceerden. Hij liet het instrument voor het eerst "meedoen" in zijn internationale hit "Entre dos Aguas" uit 1973, een rumba met ook basgitaarbegeleiding, die verscheen op zijn elpee Fuente y Caudal.

## Paco de Lucía klassiek
Totdat De Lucía in 1991 werd gevraagd om Joaquín Rodrigo's Concierto de Aranjuez uit te voeren, was De Lucía onbekend met muzieknotatie. Als flamencogitarist, zo verklaarde Paco, had hij in zijn uitvoering van het Concierto de grootste aandacht gegeven aan de ritmische accuratesse ten koste van de perfecte toon, die gewoonlijk door klassieke gitaristen wordt nagestreefd. Joaquín Rodrigo, de componist, verklaarde dat "niemand zijn compositie ooit op een dergelijk briljante manier" had uitgevoerd.
Eerder al nam Paco een klassiek album op: Interpreta a Manuel de Falla (Philips, 1978). Dit was, als de titel suggereert, een eigen uitleg van en hommage aan de muziek van de componist die ooit zo belangrijk was voor de flamenco.
Paco de Lucía speelde tot zijn dood de flamencomuziekvormen die deel uitmaken van de Spaanse gitano-erfenis. Hij deed dit op zijn eigen manier, met wortels in het verleden, maar inzichtelijk voor het hedendaagse publiek. Zijn toewijding aan de flamenco blijkt uit de uitspraak van de Lucía: “Ik speel geen gitaar voor mijzelf. Ik speel gitaar voor de flamenco. Míjn flamenco! Ik hoef geen ster te zijn, of veel geld te hebben. Ik werk voor míjn dorp, voor míjn land, voor míjn muziek, voor de traditie van de kunstvorm en ik probeer de muziek te verbeteren.”
Paco de Lucía heeft in veertig jaar vele flamencoalbums opgenomen, zowel in de traditionele stijl als de flamenco nuevo-stijl. Als gevolg van zijn zeer uitgebreide discografie heeft hij een geheel nieuwe manier van kijken (en luisteren) naar flamenco geïnitieerd en is er een grensverleggende technische en muzikale vooruitgang met zijn instrument gestart.
Maar misschien wel de belangrijkste bijdrage van Paco de Lucía is zijn uitermate grote bijdrage in de internationale popularisering van de flamenco. Toch mag ook zijn bijdrage aan de popularisering van de flamenco in Spanje zélf absoluut niet worden onderschat.
De Universiteit van Cádiz erkende Paco de Lucía’s muzikale en culturele bijdragen hiervoor en verleende hem op 23 maart 2007 de titel van Doctoratus Honoris Causa.

## Verder lezen

### Gebruikte literatuur
- Guitars From the Renaissance to Rock, Facts on File; Evans, Tom, and Mary Anne Evans, 1977
- Paco de Lucía and family; Pohren, Donn. E., The Masterplan

### Gebruikte tijdschriftartikelen
- Down Beat, April 1981; November 1985
- Guitar , April 1976
- Guitar Player, June 1977; May 1979; March 1981; Jan. 2000; June 2004.
- Library Journal, Sept. 1, 1999

## Discografie

### Paco de Lucía, sologitaar

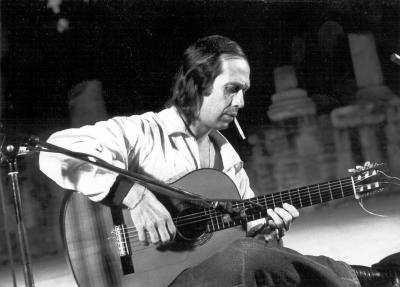
Jaren '80
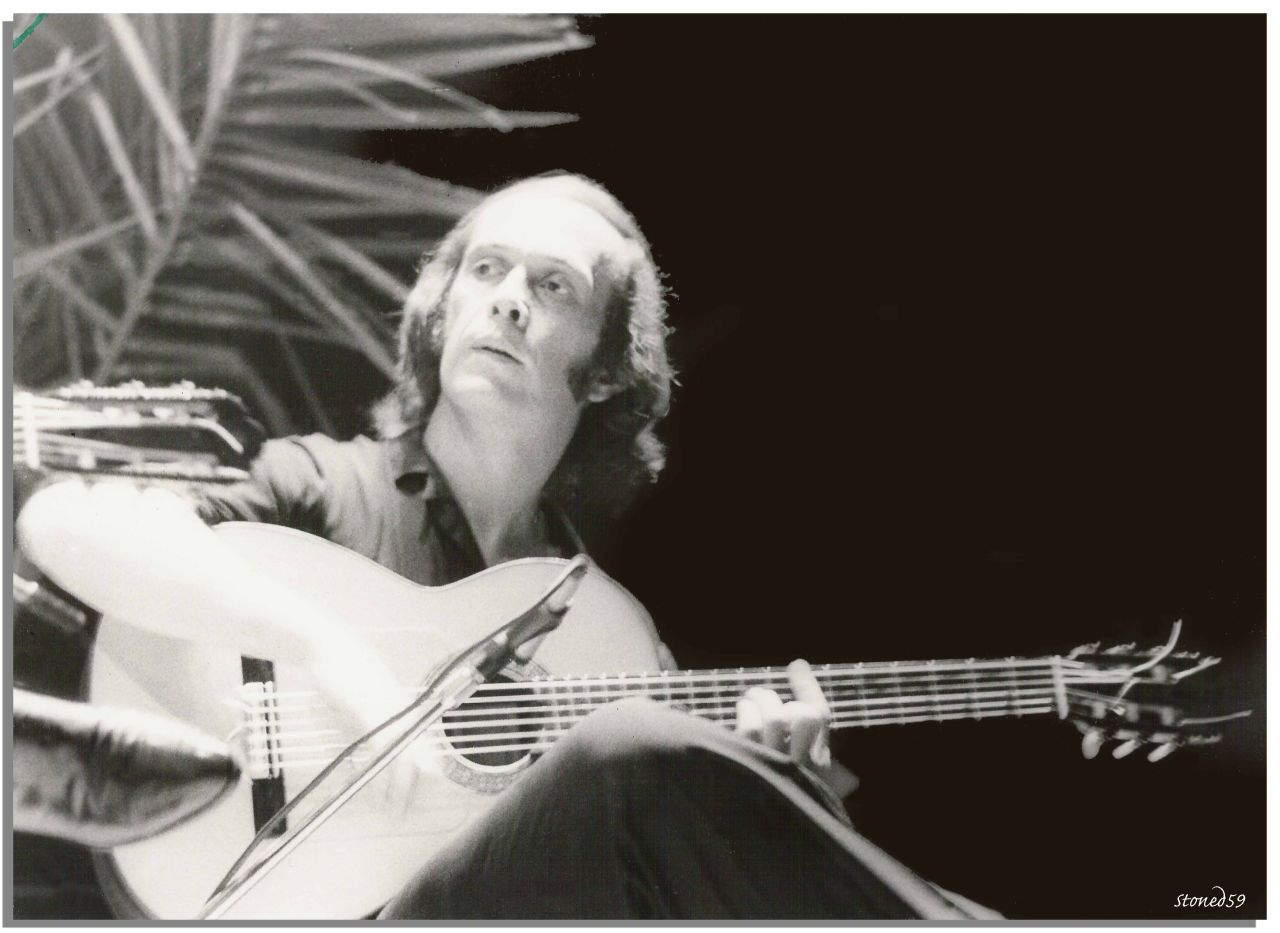
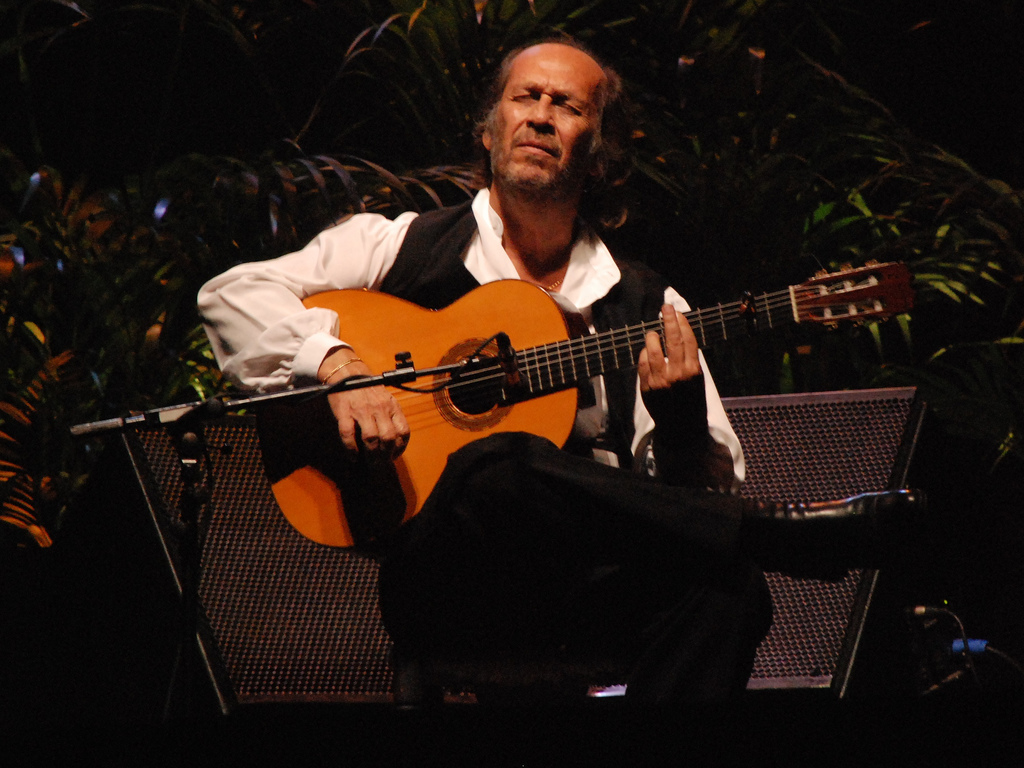
Flamenco Festival in Málaga, september 2007
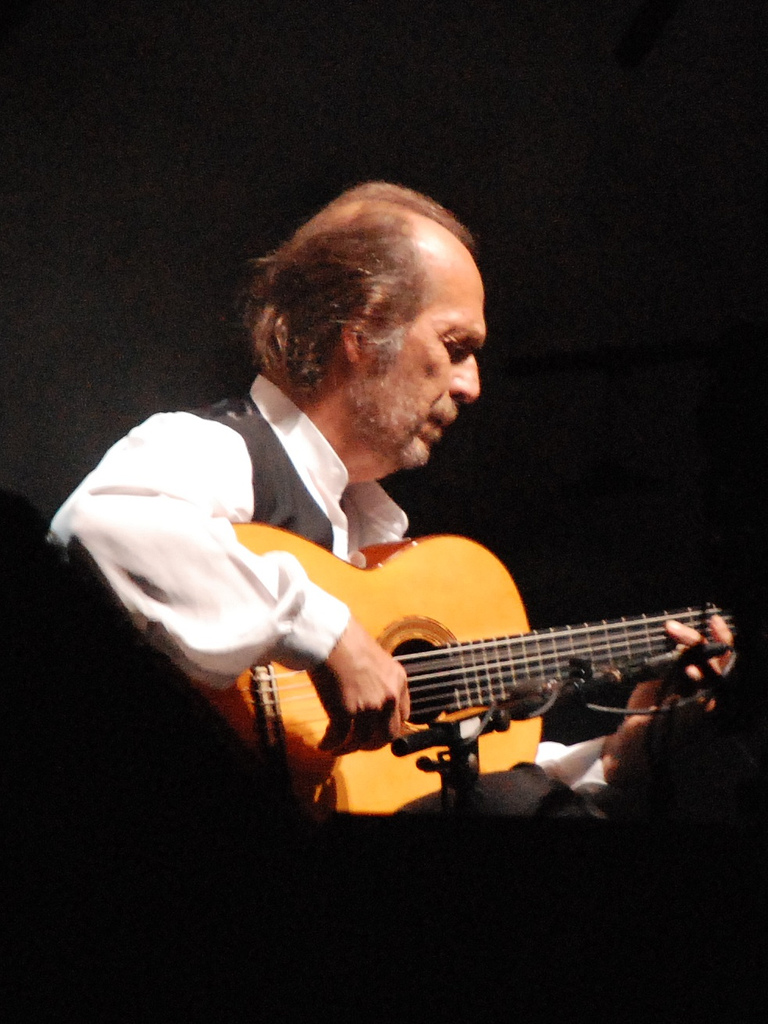
Málaga, september 2007

| - La fabulosa guitarra de Paco de Lucía; 1967 - Hispanoamerica; 1969 - Fantasía flamenca; 1969 - Recital de guitarra; 1971 - El duende flamenco; 1972 - En vivo desde el teatro real; 1975 - Fuente y caudal; Fonogram, 1975. - Almoraima; 1976. - Interpreta a Manuel de Falla; Philips, 1978. - La Guitarra Fabulosa de Paco de Lucia; Verve, 1984. - Entre Dos Aguas; Polydor, 1986. - Solo Quiero Caminar; Polydor, 1986. - Siroco; Verve, 1987. - Zyryab; 1990 | - Almoraima; Philips, 1991. - En Vivo; Philips, 1991. - Concierto de Aranjuez; Verve, 1991. - Fuente y Caudal; Alex, 1991. - Recital de Guitarra; Alex, 1991. - Zyryab; Verve, 1992. - Paco De Lucia intrerpreta a Manuel de Falla; Alex, 1992. - 12 Canciones de Garcia Lorca; Alex, 1992. - Life in America; 1993 - Hispanoamerica; Philips, 1994. - El Duende Flamenco de Paco de Lucia; Polygram, 1994. - Fantasia Flamenca; Philips, 1995. - Intrepreta A Manuel De Falla; Philips, 1995. - Antología; Philips, 1997 | - Alcazar de Sevilla; Records, 1998. - Luzia; Polygram, 1998. - Flamenco Romantico; Orfeon, 2000. - Espana en Una Guitarra; Orfeon, 2000. - Guitarra Flamenca; Iris, 2002. - Guitar and Song; Magnum, 2002. - Esta Es Mi Historía; 2002 - Fosforito; Iris, 2003. - Por Descubrir; 2003. - Cositas Buenas; Blue Thumb, 2004. - Nueva Antología Edición conmemorativa del Premio Principe de Asturias; 2004. - Life Aquatic With Steve Zissou Soundtrack (La Nina de Puerta Oscura); 2004. - Gold; 2005. - En Vivo, Conciertos España 2010; 2011. |

### Paco de Lucía met anderen, gitaar
Paco met familie Gomez (Pepe De Lucía / Ramón de Algeciras)
- Dos en Stereo (1965).

Paco de Lucía y Ricardo Modrego
- Los hijos de Luzía (2 cd's) Grabaciones Históricas. Vol. 25.; Polydor (1966) (Remasterizado 1983)

con: Paco de Lucía, Ramón de Algeciras y Pepe de Lucía (cante) .
- Canciones andaluzas para dos guitarras; Philips (1967)

con: Ramón de Algeciras
- Dos guitarras flamencas en América Latina; Philips (1967)

con: Ramón de Algeciras
- Paco de Lucía y Ramón de Algeciras en Hispanoamérica; Philips (1969)
- 12 hits para dos guitarras y orquestra de cuerda; Philips (1969)

con: Ramón de Algeciras
- Caminando Paco de Lucía sextet 1981 / Polydor 1986

con: Pepe de Lucía y Ramón de Algeciras,
- Live one summer night The Paco de Lucía Sextet; Philips, 1984.
- Live en América The Paco de Lucía Sextet; Philips, 1993 / 1994.
- El Chato de la Isla El Chato de la Isla; Guitarras Paco de Lucía y Ramón de Algeciras (2006)

"originariamente en vinilo en 1969 y 1971"
The Guitar Trio
- Castro Marín (1981) Paco de Lucía, Larry Coryell, John McLaughlin
- Friday Night In San Francisco (1981) John McLaughlin, Al Di Meola y Paco de Lucía
- Passion, Grace & Fire (1983) John McLaughlin, Al Di Meola & Paco de Lucía

### Paco de Lucía als 'cante'-begeleider
Paco de Lucía met Camarón de la Isla
Opmerkelijk is dat de titels van de eerste vijf albums met Camarón, met uitzondering van het vierde album, de namen zijn die men er in het gebruik aan gaf.
Formeel droegen deze eerste vijf de titel "El Camarón de la Isla con la colaboración especial de Paco de Lucía" (Camarón de la Isla, met de speciale medewerking van Paco de Lucía). Alleen met het vierde album (Canastera) kreeg een echte titel mee.
1. Al Verte las Flores Lloran (1969)
2. Cada Vez que Nos Miramos (1970)
3. Son Tus Ojos Dos Estrellas (1971)
4. Canastera (1972)
5. Caminito de Totana (1973)
6. Soy Caminante (1974)
7. Arte y Majestad (1975)
8. Rosa María (1976)
9. Castillo de Arena (1977)
10. Camaron en la Venta de Vargas (2006)

Met Camarón en Tomatito
1. Como el Agua (1981)
2. Calle Real (1983)
3. Viviré (1984)
4. Potro de Rabia y Miel (1992)

Met Fosforito
- Selección Antológia del Cante Flamenco Belter, (1974)
- Antológia del Cante Flamenco (Box van drie, Volumes 1, 2 en 3; vaak los verkocht) (1996)

Paco en anderen
- El Lebrijano con la colaboración especial de Paco de Lucía (1970, Polygram)
- Samaruco Duquende, Guitarristas: Paco de Lucía y Juan Manuel Cañizares (2000)
- Tu ven a mí: La Tana y Paco de Lucía (2007)